# Josef Annegarn
Josef Annegarn (ur. 13 października 1794 w Ostbevern, zm. 8 lipca 1843 w Braniewie) – teolog, pedagog i profesor historii Kościoła i prawa kościelnego. 

## Życiorys

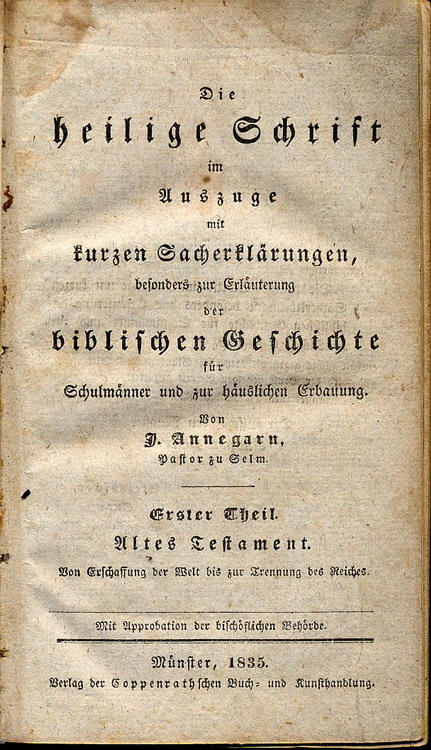
Strona tytułowa egzegezy Pisma Świętego Josefa Annegarna: Die heilige Schrift, im Auszuge, mit kurzen Sacherklärungen, besonders zur Erläuterung der biblischen Geschichte. Für Schulmänner und zur häuslichen Erbauung

Josef Annegarn był synem chłopa bezrolnego (kötter) Joana Annegarn i jego żony Marii z d. Burlage. W lutym 1806 roku został po śmierci ojca w wieku jedenastu lat półsierotą. Dorastał wraz z dwojgiem rodzeństwa w skrajnej biedzie w Ostbevern.
Od 14 roku życia Josef Annegarn uczęszczał do Gimnazjum Paulinum w Münster. W latach 1813–1818 studiował teologię i filozofię w szkole wyższej (Akademische Lehranstalt), później przekształconej w Westfalski Uniwersytet Wilhelma w Münsterze. Po święceniach kapłańskich w 1818 roku został wikariuszem parafii Świętego Lamberta w Münster i nauczycielem w szkole pedagogicznej (Normalschule) prowadzonej przez Bernharda Overberga w Münster. W 1830 został proboszczem parafii Kościoła Pokoju (Friedenskirche) w Selm.
W 1836 roku Josef Annegarn został mianowany profesorem w Liceum Hosianum w Braniewie. Tam wykładał historię kościoła oraz prawo kościelne, ale również sprawował posługę duszpasterską. 
Josef Annegarn jest znany przede wszystkim poprzez swój dorobek literacki. Jego przystępnym językiem napisana 8-tomowa Historia świata (Allgemeine Weltgeschichte für die katholische Jugend) doczekała się w ciągu 100 lat jedenastu wydań i jest znaną pozycją do czasów współczesnych. Tym samym Josef Annegarn ukształtował formę przekazu treści na prawie sto lat w katolickich szkołach powszechnych w Prusach.
Josef Annegarn zmarł po krótkiej chorobie w wieku 48 lat w Braniewie. Pochowany został na średniowiecznym cmentarzu św. Jana.
Jego imieniem nazwana została szkoła w rodzinnym Ostbevern oraz ulica w Selm.